# Fenerbahçe Spor Kulübü 2018-2019 (pallavolo femminile)
Questa voce raccoglie le informazioni riguardanti il Fenerbahçe Spor Kulübü nelle competizioni ufficiali della stagione 2018-2019.

## Organigramma societario
Area direttiva
- Presidente: Ali Koç

Area tecnica
- Allenatore: Zoran Terzić
- Allenatore in seconda: Salih Tavacı
- Assistente allenatore: Željko Bulatović
- Scoutman: Artun Aksan

## Rosa
| N° | Nome                | Ruolo | Data di nascita   | Nazionalità sportiva |
| -- | ------------------- | ----- | ----------------- | -------------------- |
| 1  | Melis Yılmaz        | L     | 28 giugno 1997    | Turchia              |
| 2  | Merve Dalbeler      | L     | 27 giugno 1987    | Turchia              |
| 3  | Ana Antonijević     | P     | 26 agosto 1987    | Serbia               |
| 4  | Ezgi Dağdelenler    | S     | 3 novembre 1993   | Turchia              |
| 5  | Beliz Başkır        | C     | 26 dicembre 1998  | Turchia              |
| 6  | Polen Uslupehlivan  | O     | 27 agosto 1990    | Turchia              |
| 7  | Fatma Yıldırım      | S     | 3 gennaio 1990    | Turchia              |
| 8  | Dicle Babat         | C     | 15 settembre 1992 | Turchia              |
| 9  | Melissa Vargas      | O     | 16 ottobre 1999   | Cuba                 |
| 10 | Merve Tanyel        | S     | 6 febbraio 1996   | Turchia              |
| 11 | Bahar Toksoy        | C     | 6 febbraio 1988   | Turchia              |
| 12 | Samantha Bricio     | S     | 22 novembre 1994  | Messico              |
| 14 | Eda Erdem           | C     | 22 febbraio 1987  | Turchia              |
| 15 | Damla Çakıroğlu     | S     | 22 giugno 1994    | Turchia              |
| 17 | Sıla Çalışkan       | P     | 16 dicembre 1996  | Turchia              |
| 18 | Dobriana Rabadžieva | S     | 14 giugno 1991    | Bulgaria             |

## Risultati

### Sultanlar Ligi

#### Girone di andata
| 1ª giornata - 2 novembre 2018 Burhan Felek Spor Salonu, Istanbul   | Fenerbahçe        | 3 - 0 | Beşiktaş    | 27-25, 25-20, 27-25               |
| 2ª giornata - 6 novembre 2018 Beylikdüzü Spor Salonu, Istanbul     | Beylikdüzü Vİ     | 1 - 3 | Fenerbahçe  | 32-34, 18-25, 25-21, 16-25        |
| 3ª giornata - 10 novembre 2018 Burhan Felek Spor Salonu, Istanbul  | Fenerbahçe        | 2 - 3 | VakıfBank   | 18-25, 25-21, 25-20, 21-25, 14-16 |
| 4ª giornata - 13 novembre 2018 Burhan Felek Spor Salonu, Istanbul  | Eczacıbaşı        | 3 - 0 | Fenerbahçe  | 26-24, 27-25, 26-24               |
| 5ª giornata - 17 novembre 2018 Burhan Felek Spor Salonu, Istanbul  | Fenerbahçe        | 3 - 0 | Galatasaray | 25-19, 25-16, 28-26               |
| 6ª giornata - 25 novembre 2018 Burhan Felek Spor Salonu, Istanbul  | Türk Hava Yolları | 0 - 3 | Fenerbahçe  | 21-25, 23-25, 17-25               |
| 7ª giornata - 1º dicembre 2018 Burhan Felek Spor Salonu, Istanbul  | Fenerbahçe        | 3 - 0 | Aydın BB    | 25-15, 25-20, 27-25               |
| 8ª giornata - 8 dicembre 2018 Anafartalar Spor Salonu, Çanakkale   | Çanakkale         | 0 - 3 | Fenerbahçe  | 17-25, 17-25, 19-25               |
| 9ª giornata - 14 dicembre 2018 Burhan Felek Spor Salonu, Istanbul  | Fenerbahçe        | 2 - 3 | Nilüfer     | 20-25, 25-23, 22-25, 25-14, 12-15 |
| 10ª giornata - 22 dicembre 2018 Başkent Voleybol Salonu, Ankara    | Karayolları       | 0 - 3 | Fenerbahçe  | 17-25, 14-25, 17-25               |
| 11ª giornata - 24 dicembre 2018 Burhan Felek Spor Salonu, Istanbul | Fenerbahçe        | 3 - 0 | Halkbank    | 25-12, 25-12, 25-17               |

#### Girone di ritorno
| 12ª giornata - 12 gennaio 2019 Burhan Felek Spor Salonu, Istanbul      | Beşiktaş    | 2 - 3 | Fenerbahçe        | 14-25, 25-20, 19-25, 25-23, 11-15 |
| 13ª giornata - 16 gennaio 2019 Burhan Felek Spor Salonu, Istanbul      | Fenerbahçe  | 3 - 0 | Beylikdüzü Vİ     | 25-21, 25-20, 25-22               |
| 14ª giornata - 20 gennaio 2019 VakıfBank Spor Sarayı, Istanbul         | VakıfBank   | 3 - 0 | Fenerbahçe        | 25-20, 25-23, 25-23               |
| 15ª giornata - 27 gennaio 2019 Burhan Felek Spor Salonu, Istanbul      | Fenerbahçe  | 0 - 3 | Eczacıbaşı        | 22-25, 29-31, 23-25               |
| 16ª giornata - 30 gennaio 2019 Burhan Felek Spor Salonu, Istanbul      | Galatasaray | 2 - 3 | Fenerbahçe        | 25-27, 15-25, 25-23, 25-20, 13-15 |
| 17ª giornata - 3 febbraio 2019 Burhan Felek Spor Salonu, Istanbul      | Fenerbahçe  | 3 - 0 | Türk Hava Yolları | 25-15, 25-18, 25-18               |
| 18ª giornata - 10 febbraio 2019 Mimar Sinan Kapalı Spor Salonu, Aydın  | Aydın BB    | 2 - 3 | Fenerbahçe        | 19-25, 25-17, 11-25, 28-26, 9-15  |
| 19ª giornata - 17 febbraio 2019 Burhan Felek Spor Salonu, Istanbul     | Fenerbahçe  | 3 - 0 | Çanakkale         | 25-15, 25-19, 25-21               |
| 20ª giornata - 23 febbraio 2019 Cengiz Göllü Kapalı Spor Salonu, Bursa | Nilüfer     | 0 - 3 | Fenerbahçe        | 16-25, 21-25, 20-25               |
| 21ª giornata - 3 marzo 2019 Burhan Felek Spor Salonu, Istanbul         | Fenerbahçe  | 3 - 0 | Karayolları       | 25-18, 25-16, 25-20               |
| 22ª giornata - 9 marzo 2019 Başkent Voleybol Salonu, Ankara            | Halkbank    | 0 - 3 | Fenerbahçe        | 19-25, 20-25, 19-25               |

#### Play-off scudetto
| Quarti di finale (gara 1) - 16 marzo 2019 Burhan Felek Spor Salonu, Istanbul | Türk Hava Yolları | 0 - 3 | Fenerbahçe        | 20-25, 16-25, 26-28               |
| Quarti di finale (gara 2) - 28 marzo 2019 Burhan Felek Spor Salonu, Istanbul | Fenerbahçe        | 2 - 3 | Türk Hava Yolları | 25-17, 18-25, 25-16, 20-25, 13-15 |
| Quarti di finale (gara 3) - 6 aprile 2019 Burhan Felek Spor Salonu, Istanbul | Fenerbahçe        | 3 - 0 | Türk Hava Yolları | 25-16, 25-22, 26-24               |
| Semifinali (gara 1) - 14 aprile 2019 Burhan Felek Spor Salonu, Istanbul      | Fenerbahçe        | 1 - 3 | VakıfBank         | 21-25, 22-25, 25-20, 22-25        |
| Semifinali (gara 2) - 17 aprile 2019 VakıfBank Spor Sarayı, Istanbul         | VakıfBank         | 3 - 1 | Fenerbahçe        | 23-25, 25-22, 25-19, 25-18        |
| Finale 3º posto (gara 1) - 24 aprile 2019 Burhan Felek Spor Salonu, Istanbul | Galatasaray       | 0 - 3 | Fenerbahçe        | 17-25, 20-25, 13-25               |
| Finale 3º posto (gara 2) - 27 aprile 2019 Burhan Felek Spor Salonu, Istanbul | Fenerbahçe        | 3 - 0 | Galatasaray       | 25-23, 25-21, 25-11               |

### Coppa di Turchia

#### Fase a eliminazione diretta
| Quarti di finale - 22 marzo 2019 İzmir Atatürk Spor Salonu, Smirne | Fenerbahçe | 3 - 0 | Türk Hava Yolları | 25-17, 25-19, 25-17               |
| Semifinali - 23 marzo 2019 İzmir Atatürk Spor Salonu, Smirne       | VakıfBank  | 2 - 3 | Fenerbahçe        | 25-17, 21-25, 21-25, 31-29, 13-15 |
| Finale - 24 marzo 2019 İzmir Atatürk Spor Salonu, Smirne           | Eczacıbaşı | 3 - 1 | Fenerbahçe        | 23-25, 25-17, 25-22, 25-20        |

### Champions League

#### Fase a gironi
| 1ª giornata - 21 novembre 2018 Dvorec Sporta Dinamo, Mosca        | Dinamo Mosca  | 1 - 3 | Fenerbahçe    | 17-25, 25-17, 18-25, 11-25        |
| 2ª giornata - 19 dicembre 2018 Burhan Felek Spor Salonu, Istanbul | Fenerbahçe    | 3 - 0 | Chemik Police | 25-12, 25-16, 25-22               |
| 3ª giornata - 23 gennaio 2019 Burhan Felek Spor Salonu, Istanbul  | Fenerbahçe    | 3 - 0 | CSM Bucarest  | 25-18, 25-19, 25-22               |
| 4ª giornata - 6 febbraio 2019 Arena Szczecin, Stettino            | Chemik Police | 0 - 3 | Fenerbahçe    | 24-26, 20-25, 15-25               |
| 5ª giornata - 20 febbraio 2019 Burhan Felek Spor Salonu, Istanbul | Fenerbahçe    | 2 - 3 | Dinamo Mosca  | 25-23, 12-25, 25-23, 24-26, 15-17 |
| 6ª giornata - 26 febbraio 2019 Sala Polivalentǎ, Bucarest         | CSM Bucarest  | 1 - 3 | Fenerbahçe    | 11-25, 25-21, 19-25, 14-25        |

#### Fase a eliminazione diretta
| Quarti di finale (andata) - 13 marzo 2019 Nelson Mandela Forum, Firenze       | Savino Del Bene | 1 - 3 | Fenerbahçe      | 19-25, 25-23, 19-25, 21-25       |
| Quarti di finale (ritorno) - 19 marzo 2019 Burhan Felek Spor Salonu, Istanbul | Fenerbahçe      | 3 - 2 | Savino Del Bene | 19-25, 26-28, 25-22, 25-17, 15-8 |
| Semifinali (andata) - 2 aprile 2019 PalaVerde, Villorba                       | Imoco           | 3 - 0 | Fenerbahçe      | 25-21, 25-23, 26-24              |
| Semifinali (ritorno) - 9 aprile 2019 Burhan Felek Spor Salonu, Istanbul       | Fenerbahçe      | 0 - 3 | Imoco           | 18-25, 22-25, 26-28              |

## Statistiche

### Statistiche di squadra
| Competizione     | Punti | In casa | In casa | In casa | In trasferta | In trasferta | In trasferta | Totale | Totale | Totale |
| Competizione     | Punti | G       | V       | P       | G            | V            | P            | G      | V      | P      |
| ---------------- | ----- | ------- | ------- | ------- | ------------ | ------------ | ------------ | ------ | ------ | ------ |
| Sultanlar Ligi   | 52,32 | 15      | 10      | 5       | 14           | 11           | 3            | 29     | 21     | 8      |
| Coppa di Turchia | -     | 0       | 0       | 0       | 0            | 0            | 0            | 3      | 2      | 1      |
| Champions League | 16    | 5       | 3       | 2       | 5            | 4            | 1            | 10     | 7      | 3      |
| Totale           | -     | 20      | 13      | 7       | 19           | 15           | 4            | 42     | 30     | 12     |

G = partite giocate; V = partite vinte; P = partite perse

### Statistiche dei giocatori
| Giocatore       | Campionato | Campionato | Campionato | Campionato | Campionato | Coppa di Turchia | Coppa di Turchia | Coppa di Turchia | Coppa di Turchia | Coppa di Turchia | Champions League | Champions League | Champions League | Champions League | Champions League | Totale | Totale | Totale | Totale | Totale |
| Giocatore       | P          | PT         | AV         | MV         | BV         | P                | PT               | AV               | MV               | BV               | P                | PT               | AV               | MV               | BV               | P      | PT     | AV     | MV     | BV     |
| --------------- | ---------- | ---------- | ---------- | ---------- | ---------- | ---------------- | ---------------- | ---------------- | ---------------- | ---------------- | ---------------- | ---------------- | ---------------- | ---------------- | ---------------- | ------ | ------ | ------ | ------ | ------ |
| A. Antonijević  | 29         | 64         | 30         | 18         | 16         | 3                | 9                | 4                | 2                | 3                | 10               | 27               | 14               | 7                | 6                | 42     | 100    | 48     | 27     | 25     |
| D. Babat        | 23         | 109        | 69         | 16         | 24         | 3                | 18               | 11               | 7                | 0                | 6                | 44               | 23               | 19               | 2                | 32     | 171    | 103    | 42     | 26     |
| B. Başkır       | 3          | 2          | 2          | 0          | 0          | 1                | 1                | 1                | 0                | 0                | 1                | 2                | 1                | 1                | 0                | 5      | 5      | 4      | 1      | 0      |
| S. Bricio       | 29         | 405        | 326        | 20         | 59         | 3                | 45               | 33               | 2                | 10               | 10               | 172              | 138              | 10               | 24               | 42     | 622    | 497    | 32     | 93     |
| D. Çakıroğlu    | 12         | 15         | 11         | 2          | 2          | 1                | 0                | 0                | 0                | 0                | 0                | 0                | 0                | 0                | 0                | 13     | 15     | 11     | 2      | 2      |
| S. Çalışkan     | 19         | 3          | 0          | 3          | 0          | 2                | 0                | 0                | 0                | 0                | 3                | 0                | 0                | 0                | 0                | 24     | 3      | 0      | 3      | 0      |
| E. Dağdelenler  | 0          | 0          | 0          | 0          | 0          | 0                | 0                | 0                | 0                | 0                | 0                | 0                | 0                | 0                | 0                | 0      | 0      | 0      | 0      | 0      |
| M. Dalbeler     | 20         | 0          | 0          | 0          | 0          | 1                | 0                | 0                | 0                | 0                | 7                | 0                | 0                | 0                | 0                | 28     | 0      | 0      | 0      | 0      |
| E. Erdem        | 28         | 304        | 188        | 70         | 46         | 2                | 25               | 16               | 6                | 3                | 10               | 103              | 60               | 26               | 17               | 40     | 432    | 264    | 102    | 66     |
| D. Rabadžieva   | 12         | 26         | 22         | 2          | 2          | 3                | 16               | 14               | 1                | 1                | 7                | 45               | 34               | 6                | 5                | 22     | 87     | 70     | 9      | 8      |
| M. Tanyel       | 1          | 0          | 0          | 0          | 0          | 0                | 0                | 0                | 0                | 0                | 0                | 0                | 0                | 0                | 0                | 1      | 0      | 0      | 0      | 0      |
| B. Toksoy       | 20         | 124        | 69         | 36         | 19         | 2                | 4                | 2                | 2                | 0                | 6                | 34               | 19               | 8                | 7                | 28     | 162    | 90     | 46     | 26     |
| P. Uslupehlivan | 20         | 26         | 20         | 3          | 3          | 3                | 15               | 10               | 2                | 3                | 6                | 0                | 0                | 0                | 0                | 29     | 41     | 30     | 5      | 6      |
| M. Vargas       | 29         | 622        | 533        | 26         | 63         | 2                | 56               | 20               | 1                | 5                | 10               | 230              | 196              | 13               | 21               | 41     | 908    | 749    | 40     | 89     |
| F. Yıldırım     | 28         | 170        | 126        | 24         | 20         | 3                | 21               | 19               | 0                | 2                | 7                | 26               | 23               | 1                | 2                | 38     | 217    | 168    | 25     | 24     |
| M. Yılmaz       | 22         | 1          | 1          | 0          | 0          | 3                | 0                | 0                | 0                | 0                | 8                | 0                | 0                | 0                | 0                | 33     | 1      | 1      | 0      | 0      |

P = presenze; PT = punti totali; AV = attacchi vincenti; MV = muri vincenti; BV = battute vincenti